# اطاق آبی
اتاق آبی نام کتابی از سهراب سپهری است. بر خلاف هشت کتاب که مجموعه اشعار سهراب سپهری است، اتاق آبی به نثر نگاشته شده‌است و شامل مطالبی دربارهٔ خاطرات و برداشت‌های فیلسوفانه او از دوران کودکی می‌باشد. این کتاب برای اولین بار بعد از مرگ سهراب ویراسته پیروز سیار در سال ۱۳۶۹ به چاپ رسید. در بعضی چاپ‌های کتاب، از جمله منبعی که در این مقاله از آن استفاده‌شده‌است، کتاب اتاق آبی به همراه دو نوشته دیگر (معلم نقاشی ما و گفت‌وگو با استاد) انتشاریافته‌است.